# Pinanga chaiana
Pinanga chaiana är en enhjärtbladig växtart som beskrevs av John Dransfield. Pinanga chaiana ingår i släktet Pinanga och familjen Arecaceae. Inga underarter finns listade i Catalogue of Life.